# Maksim Šabalin
Maksim Andreevič Šabalin (in russo Максим Андреевич Шабалин?; Samara, 25 gennaio 1982) è un ex danzatore su ghiaccio russo.

## Palmarès
GP: Grand Prix; JGP: Junior Grand Prix

### Con Oksana Domnina per la Russia

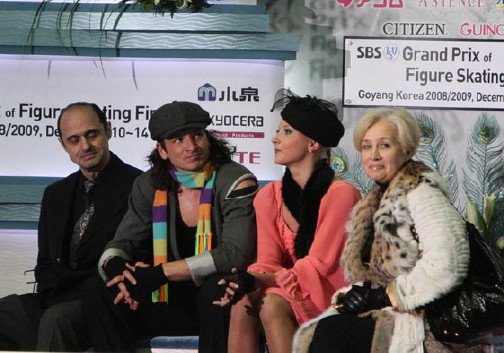
Domnina/Shabalin al kiss and cry con i loro allenatori, Gennadij Karponosov e Natal'ja Liničuk, dopo la loro danza originale alla finale di Grand Prix 2008–09.

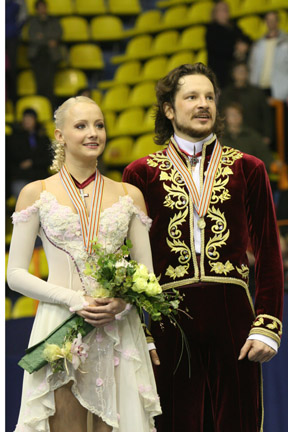
Domnina/Shabalin al Campionato europeo 2008.

| Internazionali            | Internazionali | Internazionali | Internazionali | Internazionali | Internazionali | Internazionali | Internazionali | Internazionali |
| Evento                    | 2002–03        | 2003–04        | 2004–05        | 2005–06        | 2006–07        | 2007–08        | 2008–09        | 2009–10        |
| ------------------------- | -------------- | -------------- | -------------- | -------------- | -------------- | -------------- | -------------- | -------------- |
| Giochi olimpici invernali |                |                |                | 9°             |                |                |                | 3°             |
| Campionati mondiali       | 15°            | 10°            | 8°             | 7°             | 5°             |                | 1°             |                |
| Campionati europei        | 12°            | 7°             | 6°             | 6°             | 2°             | 1°             | R              | 1°             |
| GP Finale                 |                |                |                | 5°             | 3°             | 1°             | 2°             |                |
| GP Cup of China           |                |                | 4°             |                | 1°             | 2°             | 1°             |                |
| GP Cup of Russia          |                | 6°             | 4°             | 3°             | 2°             | 1°             | 2°             |                |
| GP Skate America          |                |                |                | 3°             |                |                |                |                |
| GP Skate Canada           |                | 6°             |                |                |                |                |                |                |
| Finlandia Trophy          |                | 2°             |                |                |                |                |                |                |
| Karl Schäfer Memorial     |                |                |                |                | 1°             |                |                |                |
| Skate Israel              |                |                |                | 2°             |                |                |                |                |
| Internazionali: Junior    |                |                |                |                |                |                |                |                |
| Campionati mondiali       | 1°             |                |                |                |                |                |                |                |
| JGP Finale                | 1°             |                |                |                |                |                |                |                |
| JGP Francia               | 1°             |                |                |                |                |                |                |                |
| JGP Serbia                | 1°             |                |                |                |                |                |                |                |
| Nazionali                 |                |                |                |                |                |                |                |                |
| Campionati russi          | 3°             | 2°             | 1°             | 2°             | 1°             |                |                | 1°             |
| Campionati russi junior   | 1°             |                |                |                |                |                |                |                |
| R = Ritirati              |                |                |                |                |                |                |                |                |

### Con Elena Khalyavina per la Russia
| International       | International | International | International |
| Evento              | 1999–2000     | 2000–2001     | 2001–2002     |
| ------------------- | ------------- | ------------- | ------------- |
| Campionati mondiali | 10°           | 3°            | 2°            |
| JGP Finale          |               | 2°            | 1°            |
| JGP Repubblica Ceca |               | 1°            |               |
| JGP Italia          |               |               | 1°            |
| JGP Norvegia        | 3°            | 1°            |               |
| JGP Polonia         |               |               | 1°            |
| JGP Slovenia        | 1°            |               |               |
| Nazionali           |               |               |               |
| Campionati russi    | 3°            | 2°            | 1°            |

### Con Margarita Toteva per la Bulgaria
| Internazionali      | Internazionali |
| Evento              | 1997–98        |
| ------------------- | -------------- |
| Campionati mondiali | 14°            |
| JGP Bulgaria        | 6°             |
| JGP Slovacchia      | 6°             |
| Nazionali           |                |
| Campionati bulgari  | 2°             |